# Eublemma subcinerea
Eublemma subcinerea is een vlinder van de familie van de spinneruilen (Erebidae). De wetenschappelijke naam van deze soort is voor het eerst voorgesteld als Thalpochares subcinerea door Pieter Snellen in een publicatie uit 1880.
De soort komt voor op Sulawesi en Nieuw-Guinea.